# Anelaphus maculatus
Anelaphus maculatus är en skalbaggsart som först beskrevs av Chemsak och Noguera 1993.  Anelaphus maculatus ingår i släktet Anelaphus och familjen långhorningar. Inga underarter finns listade i Catalogue of Life.